# サダム・フセイン 疑惑のシュレッダー
本項では2003年のイラク軍事介入に先駆けて、イギリスおよびアメリカ合衆国で報道された、当時のイラク大統領サッダーム・フセインとその次男クサイ・サッダーム・フセインがバアス党の反体制派に対してプラスチック・シュレッダー（リサイクル工業用破砕機）を用いて虐殺を行ったとされる疑惑について述べる。
「人々が破砕機にかけられるのを見て、あなたは戦争を支持しないと言えるのか」といったタイトルによるこれらの報道は、当時世界的な注目を集め、軍事行動に対する支持を拡大した。およそ1年後に、そのような機械の存在を裏付ける証拠がない事が確定した。

## 報道
このプラスチック・シュレッダーについては、2003年3月12日、ジェームズ・マホーンがイラク北部での視察から帰国後に英国下院議会で初めて言及した。
アン・クルーイド下院議員は6日後にタイムズに記事を寄せた。「人々が破砕機にかけられるのを見て、あなたは戦争を支持しないと言えるのか」と題した記事では、匿名のイラク人の証言として、「フセインは反体制派の人々を破砕機を用いてひどく陰惨に殺害している。そして、細かく砕かれた遺体を魚の餌にしている」という証言を引用した 。
後にクルーイドは、破砕機はアブグレイブ刑務所に隠されていたと思われるとし、「軍隊がそこに着く直前に」シュレッダーは解体された、との身元不明の人物からの証言を得た、と付け加えた。2日後、オーストラリアのジョン・ハワード首相は「人間破砕機」に言及した。
ジャーナリストのメラニー・フィリップスはデイリー・メール紙の記事に、このプラスチック・シュレッダーによって「体は足から頭部まで噛み砕かれた」と書いた。作家のウィリアム・ショークロスは2003年の著書 『同盟国：米国、英国、ヨーロッパ、イラクでの戦争』 において、「人々は巨大な破砕機に掛けられる。苦痛を長引かせるため足から先に砕かれる」と主張した。
当時ザ・サンの政治部編集者であったトレバー・カバナーは2004年2月の記事で、「サダム・フセインが反体制派の人々を足から先に工業用破砕機へ投げ込んで殺害していることを英国の有権者らは知り、世論はトニー・ブレアへの支持に回った」と記述べた。

## ケン・ジョセフ牧師
アメリカ国内に目を移した場合、このシュレッダー物語の主要な情報源は、ケン・ジョセフ・ジュニアの証言だった。
ジョセフは自身が、アッシリア東方教会の牧師であり、2003年にイラクに入りした反戦「人間の盾」の一人であると主張していた。ジョセフは、フセインから弾圧を受けていた人々は衝突を避けるどころかアメリカによる侵攻を望んでおり、「アメリカの爆撃が始まらなかったなら自殺するつもりだ」と述べた、と伝えた。彼はすぐに踝を返して出国したが、それはこの話とシュレッダーの目撃談を聞いた後のことである。「『人々はプラスチック製品ための巨大な工業用破砕機にかけられていた、まず足から先にかけられたため、頭部まで噛み砕かれる最中の人々の悲鳴を聞くことが出来た』といった彼らの話す嬲り殺しと拷問の話に私は気分が悪くなった。イラク戦争支持派であったイギリスの若手ジャーナリストであるヨハン・ハリは、「現実を痛感させられた」とのジョセフの発言を、2003年3月26日付のインデペンデント紙のコラムにおいて引用した。

## 疑惑の全体像
ジャーナリストのブレンダン・オニールは、2004年2月にイギリスの雑誌スペクテイターとガーディアン紙の両方において、シュレッダーの存在に疑問を呈し、クルーイドとマホーンに対して証拠もしくはこれらの物語のイラク人証言者の名前を求めた。
オニールは、サッダーム・フセイン政権下の、アブグレイブ刑務所で、死刑囚を扱っていた医師を取材した。医師は、すべての処刑が絞首刑によって執行された、と証言した。更に、いかなるタイプのシュレッダーも存在しなかったと証言した。
シュレッダーにかけられた囚人について見たり聞いたりしたことがありますか？
「いいえ。」
アブグレイブの他の医師が処刑用シュレッダーについて話すのを聞きましたか？
「いえ、全く無いです。」
クルーイドは、一連の疑惑に対し、ガーディアン紙面で同月にオニールの主張に応じた。そして、以下のように述べた：
オニール氏は私の事務所からコメントを受け取ってらっしゃるのに、以下の情報を記事にお入れになりませんでした。すなわち、シュレッダーで人々が処刑されたと述べた証人が誰かは、その証言において、実に明確にされています。彼は、誰がシュレッダーで処刑され、誰がシュレッダーでの処刑を指揮したか、具体的に名を挙げ、シュレッダーが何処にあったか、また何年何月に処刑が行なわれたかも証言しました。この証人はIndictの調査員らから念入りに質問を受け、調査員らは彼の証言を「辻褄が合っている」としました。彼はまた、この事件について法廷で証言する用意があると述べました。
このシュレッダーの存在を裏付けるこれ以上の証拠は未だ公開されていないが、2005年12月に開かれたサダム・フセインの公判で、ある証人がそれを見たと証言している。サダムの異父弟であるバルザーン・イブラーヒーム・ハサンは、この証人に「映画俳優でもやっていろ」と怒鳴りつけた。オニールは2010年2月に再びこの問題を取り上げ、「アムネスティ・インターナショナルも、ヒューマン・ライツ・ウォッチも、イラクにおける人権侵害に関する多くの調査において、処刑用シュレッダーの話を誰かから聞かされることは無かった。」と書いた。
アメリカの政治月刊誌カウンターパンチによる調査と取材により、ケン・ジョセフ・ジュニア牧師の物語の深刻な矛盾が明らかになった。人間の盾の活動を行った組織・グループは、彼らがジョセフの記録を持っていないと述べ、また、「誰一人、彼に会ったこともない。」と証言した。ジョセフがイラクに行っていたとするならば、彼はおそらく、「侵略に直面したイラクの人々の福祉よりも、彼自身のアッシリア独立運動に動機付けられたものだった」、と人間の盾活動家は推測した。また、ジョセフは主張しているが、彼は牧師ではなかった。そればかりか、アッシリア東方教会の司教、マール・バワイ・ソロはアッシリアの教会組織と何の関わりも無かったと発表している。
この事件は、時に1990年のイラクによるクウェート侵攻時に、イラク軍兵士が「保育器から乳児を投げ捨てた」とされる物語と比較される。当時影響力を持ったこの報告は、看護師の目撃によるものとされ、15歳のクウェートの少女「ナイラ」によって、同年10月にナイラ証言として発表された。わずか数年後に、彼女がクウェートのアメリカ合衆国大使サウード・ナシール・アル＝サバーの娘であり、そして物語自体がクウェートに雇われた広告代理店、ヒル・アンド・ノウルトンの完全な創作だったことが、明らかになった。